# Dumskallarnas sammansvärjning
Dumskallarnas sammansvärjning (engelska: A Confederacy of Dunces) är en humoristisk pikareskroman av John Kennedy Toole. Romanen utgavs 1980 postumt, elva år efter Tooles död, genom moderns försorg och belönades samma år med Pulitzerpriset för skönlitteratur.

## Handling
Boken utspelar sig i New Orleans under tidigt 1960-tal och är centrerad kring huvudpersonen Ignatius J. (Jacques) Reilly, en intelligent men lat man, som fortfarande vid 30 års ålder bor tillsammans med sin mamma. Under sin jakt på ett lagom ansträngande jobb hamnar han i den ena vanvettiga situationen efter den andra.
| ”                                                   | Är det poliskårens uppgift att trakassera mig, när den här staden uppenbart är lasternas huvudstad i den civiliserade världen? Denna stad är beryktad för sina spelare, prostituerade, exhibitionister, antikrister, alkoholister, sodomiter, narkomaner, fetischister, onanister, pornografer, bedragare, slinkor, avfallsgrisar, lesbianer, vilka samtliga skyddas blott alltför väl genom mutor. | „ |
| – Dumskallarnas sammansvärjning, Ignatius J. Reilly | |   |

## Eftermäle
En staty över Ignatius J. Reilly är rest i New Orleans på 819 Canal St (Window) Chateau Sonesta Hotel.

## Källhänvisningar
1. 1 2   kennedy toole John Kennedy Toole i Nationalencyklopedins nätupplaga. Läst 28 januari 2015.